# Vickers Virginia
Il Vickers Virginia era un biplano bimotore realizzato dall'azienda britannica Vickers Limited nei primi anni venti.
Progettato come successore del Vimy, venne impiegato come bombardiere dalla Royal Air Force tra il 1924 ed il 1937; con compiti secondari rimase in servizio fino al 1941.

## Storia del progetto
Progettato in risposta alla Specification 1/21, emessa dall'Air Ministry per rimpiazzare il Vickers Vimy, il Virginia vide la luce sul finire del 1922 quando, era il 24 novembre, il prototipo venne portato in volo per la prima volta.
Si trattava di un grosso biplano che ricalcava, su scala leggermente più grande, le linee del predecessore discostandosene per l'impiego di più recenti (e potenti) unità motrici. La prima versione (Mk I) venne sostanzialmente impiegata per la sperimentazione di diversi motori (vennero testati, su due esemplari differenti, rispettivamente una coppia di Napier Lion ed una di Rolls-Royce Condor). Nel secondo esemplare vennero in un secondo tempo sperimentate postazioni difensive disposte in prossimità del bordo d'uscita dell'ala superiore, dotate di mitragliatrici. Tale soluzione, che portò all'identificazione del velivolo come versione Mk VIII, venne successivamente scartata in ragione della manifestazione di problemi aerodinamici e per via delle temperature rigide cui venivano sottoposti i membri dell'equipaggio ad esse destinati.
Lo stadio successivo del progetto (Mk II) presentava differente forma dell'estremità di prua della fusoliera, allungata e ribassata, per facilitare il compito di puntamento al navigatore/bombardiere. La sostituzione dei motori, con nuovi Napier Lion II di maggior potenza, l'abitacolo a doppi comandi e la predisposizione per il trasporto delle bombe in attacchi subalari caratterizzò la nuova variante Mk III, la prima ad ottenere un contratto di produzione (6 esemplari in tutto) dalle autorità militari britanniche; questa versione fu seguita dalla Mk IV, pressoché invariata ma in grado di portare un maggior carico offensivo nelle rastrelliere subalari.
La versione successiva (Mk V) fu costruita in 22 esemplari che introdussero in via definitiva la tripla deriva sperimentata in uno degli esemplari precedenti. Variazioni ai piani alari (venne introdotto un leggero angolo diedro positivo e venne modificata la controventatura) ed al sistema del loro ripiegamento, condussero alla versione Mk VI di cui furono realizzati 25 esemplari. L'evoluzione di questa variante, mediante nuove modifiche alle ali che assunsero un leggero angolo di freccia positivo (al fine di assicurare maggior stabilità laterale), portò alla variante Mk VII che venne costruita in 11 unità.
Come detto la versione Mk VIII venne testata ma senza seguito di produzione, mentre nuove modifiche alle ali (nello specifico l'introduzione di alule automatiche nel bordo d'entrata), l'applicazione di freni alle ruote del carrello d'atterraggio e l'introduzione di una postazione difensiva di coda costituivano le principali caratteristiche della variante Mk IX di cui furono realizzati 8 esemplari.
L'ultima variante fu anche quella costruita nel maggior numero di esemplari: vennero infatti realizzati ben 50 velivoli della serie Mk X che, riproponendo le caratteristiche della precedente, introduceva la struttura realizzata completamente in materiali metallici, con rivestimento in tela.

## Tecnica

### Struttura
Alla nascita del progetto il Vickers Virginia era un biplano dalla struttura interamente lignea che, nelle linee esteriori, tradiva chiaramente la discendenza dal Vickers Vimy, bombardiere nato sul finire della prima guerra mondiale. Al termine del processo di sviluppo, con la comparsa della versione Mk X, la struttura divenne interamente metallica, con rivestimento in tela, e diversi esemplari delle versioni precedenti vennero riportati negli stabilimenti della Vickers ed aggiornati.
La fusoliera presentava sezione rettangolare: all'estrema prua era posizionato il pozzetto per un mitragliere; l'abitacolo, posizionato in corrispondenza del bordo d'entrata delle ali, prevedeva l'alloggiamento in tandem per il pilota e per un terzo membro d'equipaggio (a partire dalla versione Mk III furono realizzati i doppi comandi). Con il secondo esemplare (Mk II) venne sperimentato l'abbassamento del pozzetto del mitragliere a prua, al fine di agevolare i compiti di puntamento al navigatore/bombardiere.
Una seconda postazione difensiva, per un altro mitragliere, era collocata in fusoliera poco dietro il bordo d'uscita alare. Nel corso dello sviluppo progettuale, fu sperimentato (senza alcun seguito nella produzione in serie) l'impiego di due postazioni difensive sulle semiali superiori, realizzate mediante l'impiego di pozzetti che sporgevano sotto il profilo delle ali. A partire dalla versione Mk IX la postazione del mitragliere posteriore venne spostata all'estremità di prua, oltre i piani di coda.
Le ali, di uguali dimensioni, erano tra loro collegate mediante tre coppie di montanti per ogni semiala e da cavetti metallici disposti diagonalmente; altri cavetti collegavano tra loro gli alettoni dei due piani alari. Gli impennaggi, anch'essi biplani, prevedevano una doppia deriva che venne integrata da un terzo elemento (disposto in mezzo ai primi due) a partire dagli esemplari della versione Mk IV. Al fine di garantire al velivolo migliori caratteristiche di volo, le ali furono sottoposte ad un costante affinamento aerodinamico consistente, dapprima, nell'introduzione di un leggero angolo diedro positivo alla sezione più esterna dei due piani e, in un secondo momento, nella revisione complessiva del disegno, con l'introduzione di un leggero angolo di freccia.
Il carrello d'atterraggio era di tipo classico, composto da due elementi disposti in corrispondenza delle gondole dei motori e costituiti ciascuno da due ruote collegate tra loro da un assale rigido; in coda, sotto la fusoliera, era presente il classico (per l'epoca) pattino d'appoggio.

### Motore
I propulsori impiegati sul Vickers Virginia furono quasi esclusivamente i 12 cilindri a W Napier Lion, impiegati a partire dal primo prototipo (Lion I) fino all'ultima versione di serie (Lion VB).
Sul secondo prototipo venne sperimentato anche il V-12 Rolls-Royce Condor ma tale installazione rimase un fatto episodico, senza ulteriori riscontri nella produzione di serie.
Alloggiati in gondole disposte tra i due piani alari ad essi collegati mediante montanti (nella parte interna si trattava di strutture apposite, nella parte esterna veniva sfruttato il primo dei tre montanti alari), nel primo esemplare presentavano radiatore frontale disposto dietro l'elica bipala, presto sostituito da radiatori sagomati "Lamblin" (dal nome della ditta costruttrice) disposti al di sotto dell'ala inferiore, tra le gambe del carrello d'atterraggio, mentre le gondole dei motori acquisivano una linea ben più affusolata.

### Armamento
In quanto a carichi offensivi il Virginia arrivò a trasportare fino a 3 000 lb di bombe (pari a circa 1 360 kg), valore che rappresentava un incremento di 500 lb rispetto al Vimy (suo predecessore nei reparti della RAF).
L'armamento difensivo era costituito da tre mitragliatrici Lewis calibro .303: una era collocata in una postazione a prua mentre le altre due, accoppiate, erano sistemate nella postazione di coda (presente però solo nei velivoli delle versioni Mk IX e Mk X, nuovi o frutto di aggiornamento di esemplari delle versioni precedenti).

## Impiego operativo
Il Vickers Virginia entrò in servizio con la Royal Air Force nel corso del 1924, equipaggiando il No.58 Squadron e costituì la spina dorsale dei reparti da bombardamento notturno fino al 1937.
Alcuni esemplari rimasero in servizio fino al 1941 impiegati in ruoli di secondo piano, in prevalenza l'addestramento dei paracadutisti.

## Versioni
I dati sulle versioni sono tratti da "Enciclopedia l'Aviazione".
- Virginia Mk I:
  - Type 57: primo esemplare realizzato, funse da prototipo. Era equipaggiato con motori Napier Lion (450 hp) e ricevette la matricola J6856;
  - Type 96: denominazione attribuita al velivolo precedente, al quale furono sostituiti i motori con due Rolls-Royce Condor III (da 647 hp);
- Virginia Mk II:
  - Type 76: secondo prototipo; modificato rispetto al Type 57 nella sezione di prua della fusoliera, ridisegnata per agevolare i compiti di puntamento al navigatore/bombardiere. Venne poi sottoposto a successive modifiche e trasformato, prima, in Mk VII e poi in Mk X;
- Virginia Mk III:
  - Type 79: rispetto alla versione precedente era dotato di doppi comandi, predisposizione per l'alloggiamento del carico bellico anche al di sotto delle semiali e montava motori Napier Lion II (467 hp). Il secondo esemplare costruito fu poi soggetto a modifiche e divenne il prototipo della versione Mk VII;
- Virginia Mk IV:
  - Type 99: molto simile al precedente, aveva la possibilità di trasportare maggior carico bellico nei ganci subalari. Su un esemplare di questa variante venne sperimentata una diversa configurazione dei piani di coda, mediante l'impiego di un terzo timone (disposto centralmente, tra i due preesistenti);
- Virginia Mk V:
  - Type 100: prima versione di serie, costruita in 22 esemplari (di cui 6 successivamente aggiornati allo standard Mk VI). Adottò definitivamente i piani di coda con tre timoni;
- Virginia Mk VI:
  - Type 108: modificata nelle controventature e nel sistema di ripiegamento delle ali, di questa variante vennero prodotti 25 velivoli;
- Virginia Mk VII:
  - Type 112: il prototipo di questa versione fu un Type 79 al quale furono modificate la fusoliera (più lunga) e l'ala (dotata di leggero angolo positivo). A questo primo esemplare, che integrava anche le modifiche già introdotte con la serie Mk VI, fecero seguito 11 aerei costruiti ex novo ed altri 38 appartenenti a precedenti versioni;
- Virginia Mk VIII:
  - Type 115: variante ottenuta modificando ulteriormente il Type 96 mediante l'allungamento della fusoliera e l'installazione di postazioni per mitragliatrici sui bordi d'uscita delle semiali. Venne infine aggiornato allo standard Mk X;
- Virginia Mk IX:
  - Type 128: versione che introduceva alule automatiche al bordo d'entrata alare, ruote dotate di freni e la postazione di coda per il mitragliere. Ne furono realizzati 8 esemplari nuovi mentre altri 27, di serie precedenti, vennero portati al nuovo standard;
- Virginia Mk X:
  - Type 139: ultima versione, fu anche quella costruita nel maggior numero di esemplari; furono infatti 50 i velivoli di nuova costruzione, mentre altri 53 furono realizzati mediante la modifica di esemplari delle versioni precedenti. La versione riprendeva quella precedente introducendo la struttura interamente metallica.

## Utilizzatori
Regno Unito
- Royal Air Force

### Pubblicazioni
- (EN) Jarrett, Philip, By Day and by Night:Vickers Virginia, in Aeroplane Monthly, vol. 21, n. 5, maggio 1993,  pp. pagg. 24–29, 45, ISSN 0143-7240.
- (EN) Eric Morgan, Big Bombers from Brooklands: The RAF's Virginia Family, in Air Enthusiast, n. 31, luglio–novembre 1986,  pp. 34-42, ISSN 0143-5450.
- (EN) The Vickers "Virginia", in Flight, 8 febbraio 1923,  pp. pag. 71. URL consultato il 1º luglio 2012.